# Тонкорукие чесночницы
Тонкорукие чесночницы  (лат. Leptobrachium) — род бесхвостых земноводных из семейства рогатых чесночниц, обитающих в Азии.

## Описание
Общая длина представителей этого рода колеблется от 5 до 7 см. Наблюдается половой диморфизм: самки крупнее самцов. Голова небольшая, треугольной формы с округлой мордой. Имеют довольно большие глаза. Туловище толстое. Конечности тонкие, относительно короткие, мощные, практически лишены перепонок.
Окраска спины серо-коричневая, пурпурно-синяя или золотистая с тёмными яйцевидными пятнами, располагающимися симметрично. Брюхо чёрного или серого цвета с тёмными пятнами. От глаз и бровей тянется чёрная полоса.

## Образ жизни
Населяют горные местности вблизи водоёмов. Активны ночью, днём прячутся под камнями или у деревьев. Практически не прыгают, передвигаются неторопливым шагом. Питаются наземными беспозвоночными.

## Размножение
Это яйцекладущие земноводные.

## Распространение
Обитают в южном Китае, Южной и Юго-Восточной Азии.

## Классификация
На май 2021 года в род включают 38 видов:
- Leptobrachium abbotti (Cochran, 1926)
- Leptobrachium ailaonicum (Yang, Chen, and Ma, 1983) — Юньнаньская чесночница
- Leptobrachium banae Lathrop, Murphy, Orlov & Ho, 1998
- Leptobrachium bompu Sondhi & Orlov, 2011
- Leptobrachium boringii (Liu, 1945) — Усатая чесночница
- Leptobrachium buchardi Ohler, Teynié & David, 2004
- Leptobrachium chapaense (Bourret, 1937) — Северовьетнамская чесночница
- Leptobrachium guangxiense Fei, Mo, Ye & Jiang, 2009
- Leptobrachium gunungense Malkmus, 1996
- Leptobrachium hainanense Ye at al., 1993
- Leptobrachium hasseltii Tschudi, 1838 — Тонкорукая чесночница
- Leptobrachium hendricksoni Taylor, 1962 — Пятнистобрюхая чесночница
- Leptobrachium huashen Fei and Ye, 2005
- Leptobrachium ingeri Hamidy at al., 2012
- Leptobrachium kanowitense Hamidy at al., 2012
- Leptobrachium kantonishikawai Hamidy and Matsui, 2014
- Leptobrachium leishanense (Liu and Hu, 1973) — Шипогубая чесночница
- Leptobrachium leucops Stuart at al., 2011
- Leptobrachium liui (Pope, 1947) — Чесночница Лю
- Leptobrachium lumadorum Brown at al., 2010
- Leptobrachium lunatum Stuart at al., 2020
- Leptobrachium mangyanorum Brown at al., 2010
- Leptobrachium masatakasatoi Matsui, 2013
- Leptobrachium montanum Fischer, 1885 — Калимантанская чесночница
- Leptobrachium mouhoti Stuart, Sok & Neang, 2006
- Leptobrachium ngoclinhense Orlov, 2005
- Leptobrachium nigrops Berry & Hendrickson, 1963 — Чернопятнистая чесночница
- Leptobrachium promustache (Rao at al., 2006)
- Leptobrachium pullum (Smith, 1921) — Аннамская чесночница
- Leptobrachium rakhinensis Wogan, 2012
- Leptobrachium smithi Matsui at al., 1999
- Leptobrachium sylheticum Al-Razi et al., 2021
- Leptobrachium tagbanorum Brown at al., 2010
- Leptobrachium tenasserimense Pawangkhanant et al., 2018
- Leptobrachium tengchongense Yang, Wang, & Chan, 2016
- Leptobrachium waysepuntiense Hamidy & Matsui, 2010
- Leptobrachium xanthops Stuart at al., 2012
- Leptobrachium xanthospilum Lathrop at al., 1998

## Галерея

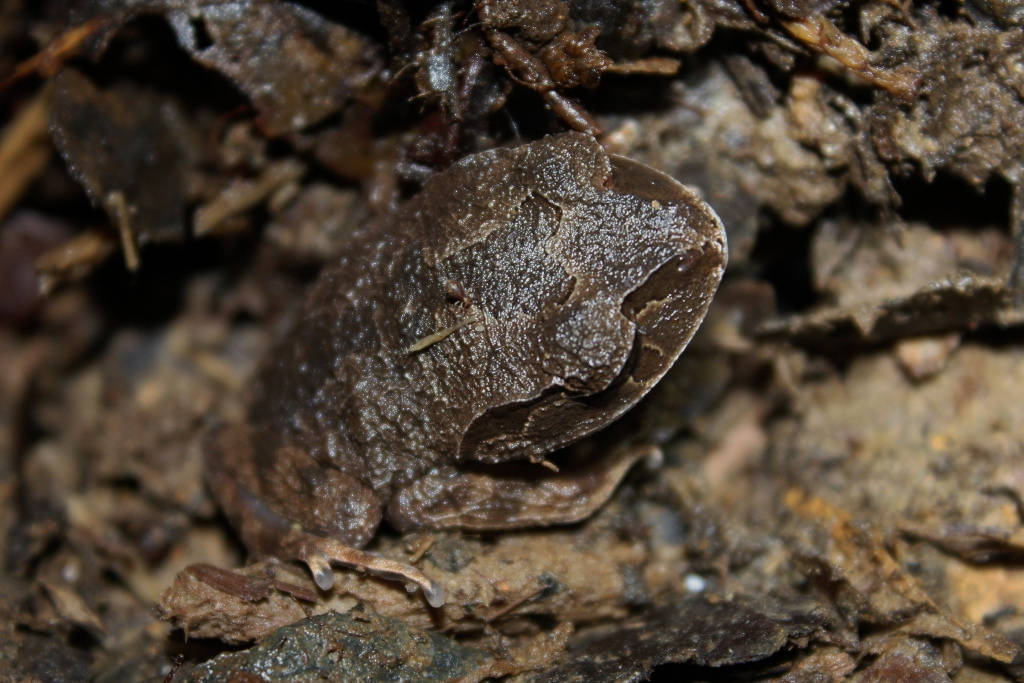
Leptobrachium gunungense
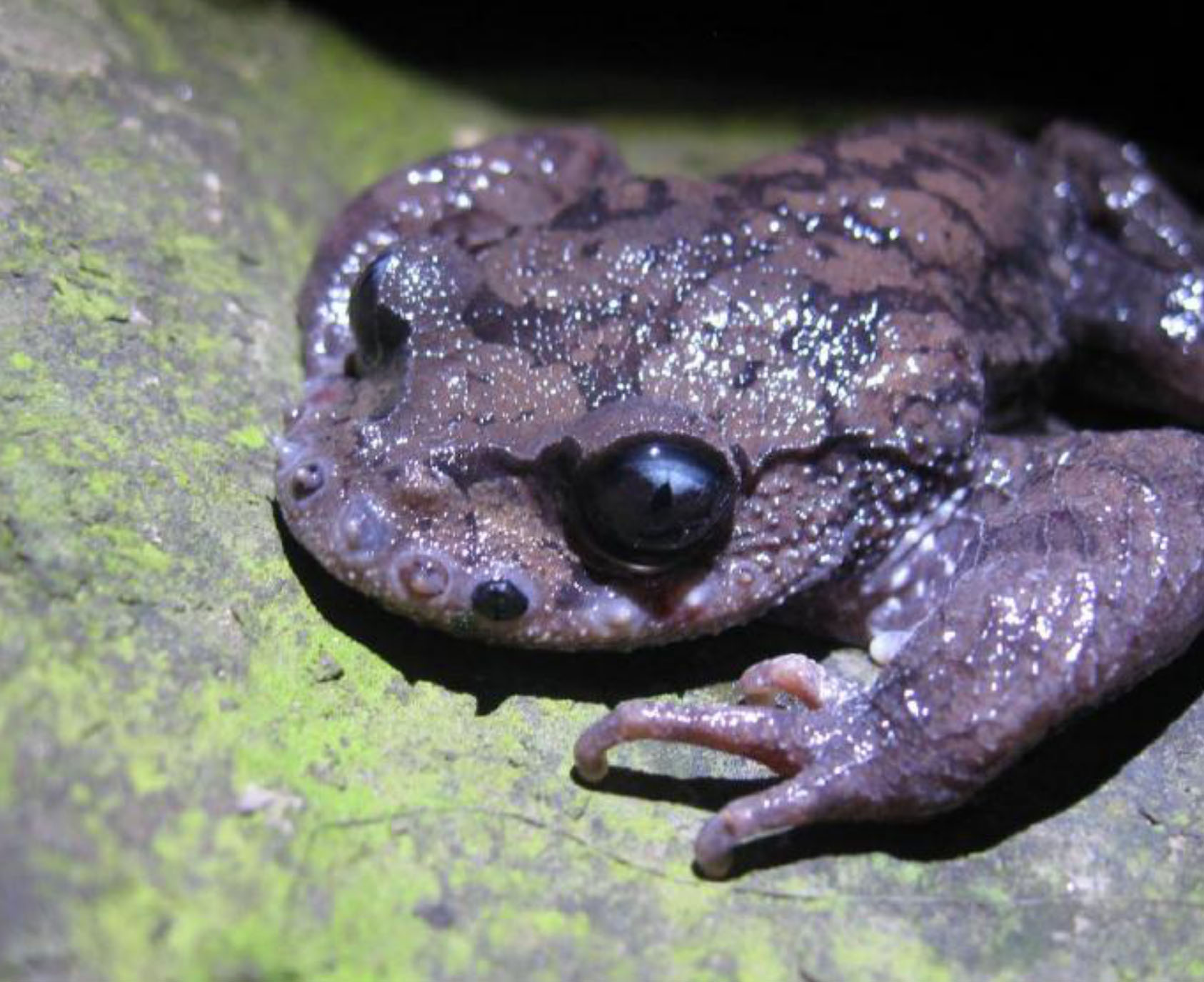
Усатая чесночница
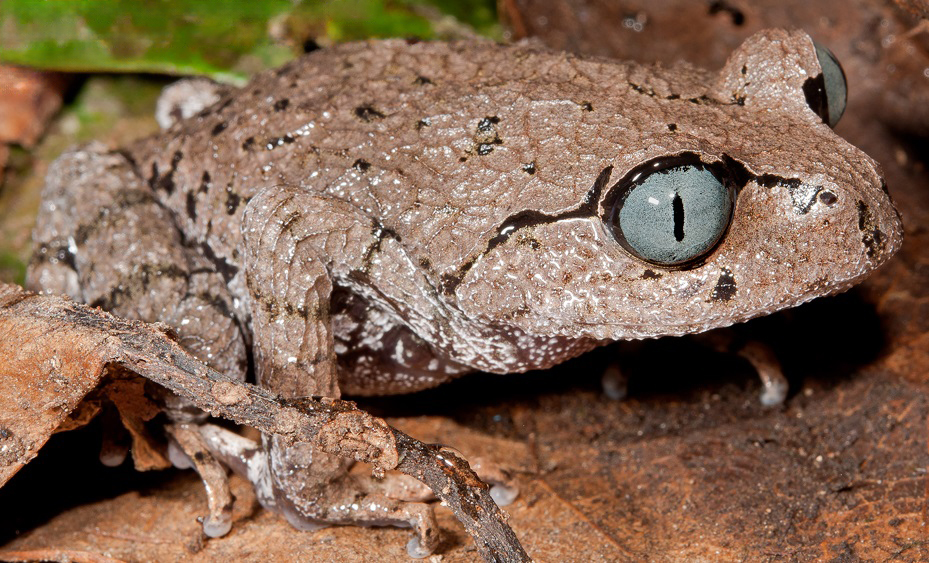
Leptobrachium bompu
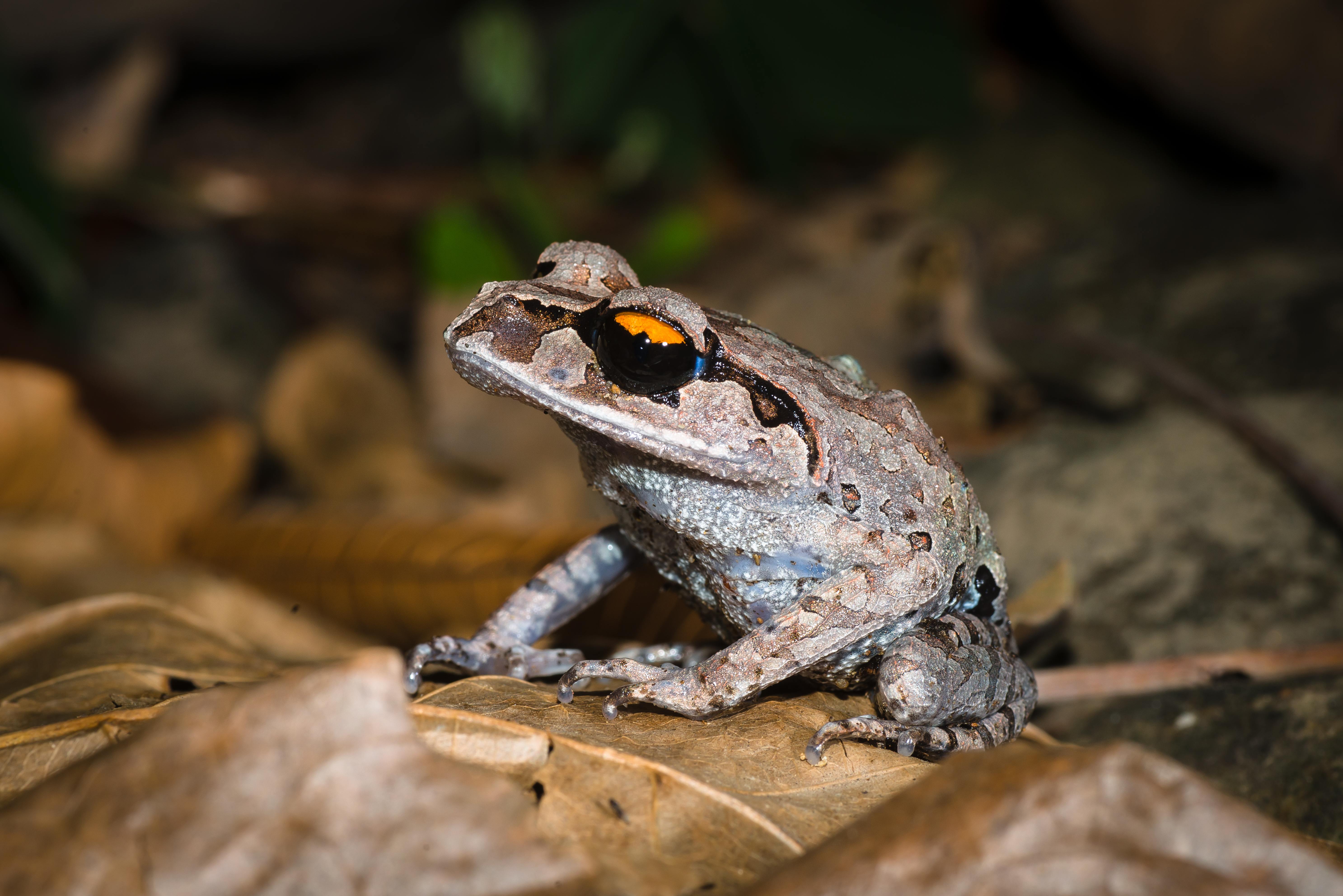
Leptobrachium smithi
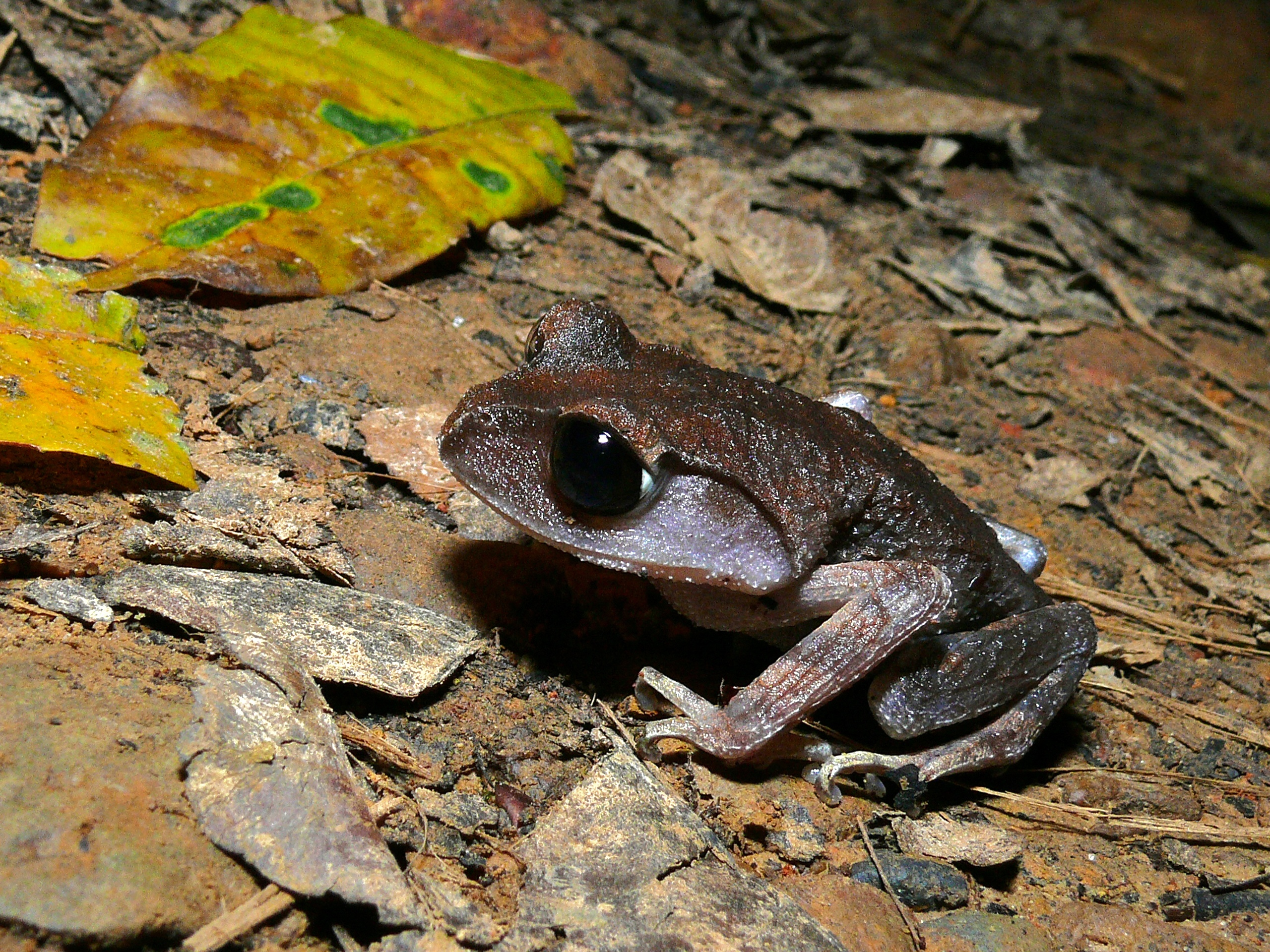
Калимантанская чесночница
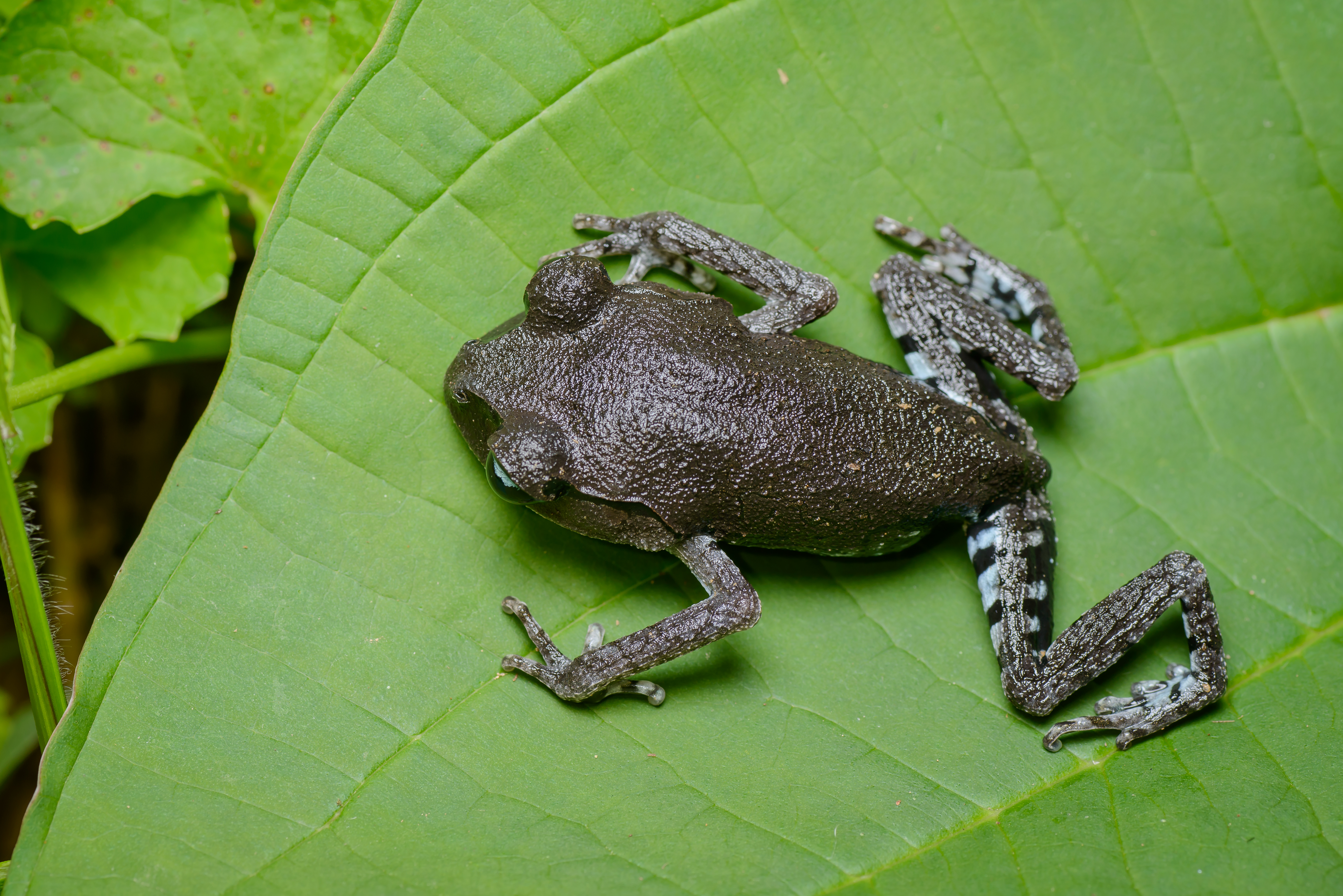
Северовьетнамская чесночница